# Pheidole
Pheidole és un gènere de formigues de la subfamília dels mirmicins (Myrmicinae). Té una distribució cosmopolita, incloent-hi la península Ibèrica.

## Taxonomia
El gènere Pheidole inclou 1.160 espècies, de les que només una viu a la península Ibèrica:
- Pheidole pallidula (Nylander, 1849)